# Музей Библии (Амстердам)
Музей Библии (нидерл. Bijbels Museum) — музей в Амстердаме (Нидерланды), расположенный по адресу: Херенграхт № 366—370. В экспозиции музея выставлены экспонаты связанные с историей иудаизма и христианства, библейской истории, традициями и влиянием Библии на общественную жизнь и изобразительное искусство.

## Музей
Музей был создан в 1852 году на основе коллекции священника XIX века Линдерта Стоутена. В 1975 году музей переехал на своё нынешнее место, в четырёх смежных домах на канале Херенграхт, известных как Cromhouthuizen. На праздновании 150-летия музея в 2002 году присутствовала королева Беатрикс.
Проведение популярных временных выставок увеличило число посетителей музея на 40 % по сравнению с 2001 годом. В 2006 году музей посетило 47 тысяч человек. Музей существует на субсидии из государственного бюджета.
В экспозиции музея имеется множество ценных экспонатов. Среди них первая нидерландская Библия (так называемая «Делфтская Библия») 1477 года, первое издание Библии на голландском языке 1637 года, факсимильные копии Свитков Мёртвого моря из Кумрана, в частности книга Исаии.
В музее также находятся археологические находки и артефакты из древнего Египта, собранные Линдертом Стоутеном в XIX веке: масляные лампы, глиняные таблички, керамические изделия, осколки глиняной посуды и монеты. Они дают представление о религиозной жизни древних египтян.
Есть также несколько макетов древнего иудейского Храма, в том числе модели Храма Соломона и Храма Ирода, а также модель скинии XIX века, реконструкция священной святыни Ковчега Завета, описанного в Библии на иврите, который израильтяне несли с собой во время их изгнания в пустыне под руководством Моисея. Одна часть выставки предназначена для детей, которым с помощью света и звука пересказываются библейские истории в трех различных пространствах: Египет, Иерусалим, и пустыня. Эта выставка была разработана Эбби Стейнхаузером и Саскией ван дер Занден, выпускниками Академии Геррита Ритвельда.
В 2009 году музей, при финансовой поддержке голландского оператора лотерей, смог приобрести так называемую Ван Нурдвийк коллекцию, содержащую религиозные книги с серебряными переплётами.
Раз в год, в последнюю субботу октября, в музее проводится собрание обладателей старинных Библий и религиозной литературы, на которое любой желающий может принести подобные издания, изданные ранее 1900 года. На этих собраниях известный европейский эксперт Тон Болланд производит оценку стоимости раритетов.

## Здание
Здание которое занимает музей, представляет собой четыре смежных дома на берегу канала Херенграхт, построенных в 1662 году для богатого торговца деревом и художественного коллекционера Якова Кромхоута. Архитектором строительства был Филипп Вингбоонс.
В интерьере здания сохранились две самые старые кухни в Нидерландах. В доме сохранилась роспись потолков, сделанная Якобом де Витом в 1718 году с мифологическими представлениями римских богов и зодиака. Лепные элементы были выполнены Игнатиусом ван Логтереном. Английская резная лестница, ведущая из мраморного зала на верхние этажи, была построена во время реконструкции дома в 1717 году.
В саду музея высажен ряд растений и деревьев, упомянутых в Библии, например финиковая пальма, олеандр, смоковница и дерево Иуды, в «комнате запахов» посетители могут чувствовать запах различных ароматов, которые упоминаются в Библии, такие как миндаль и акация.

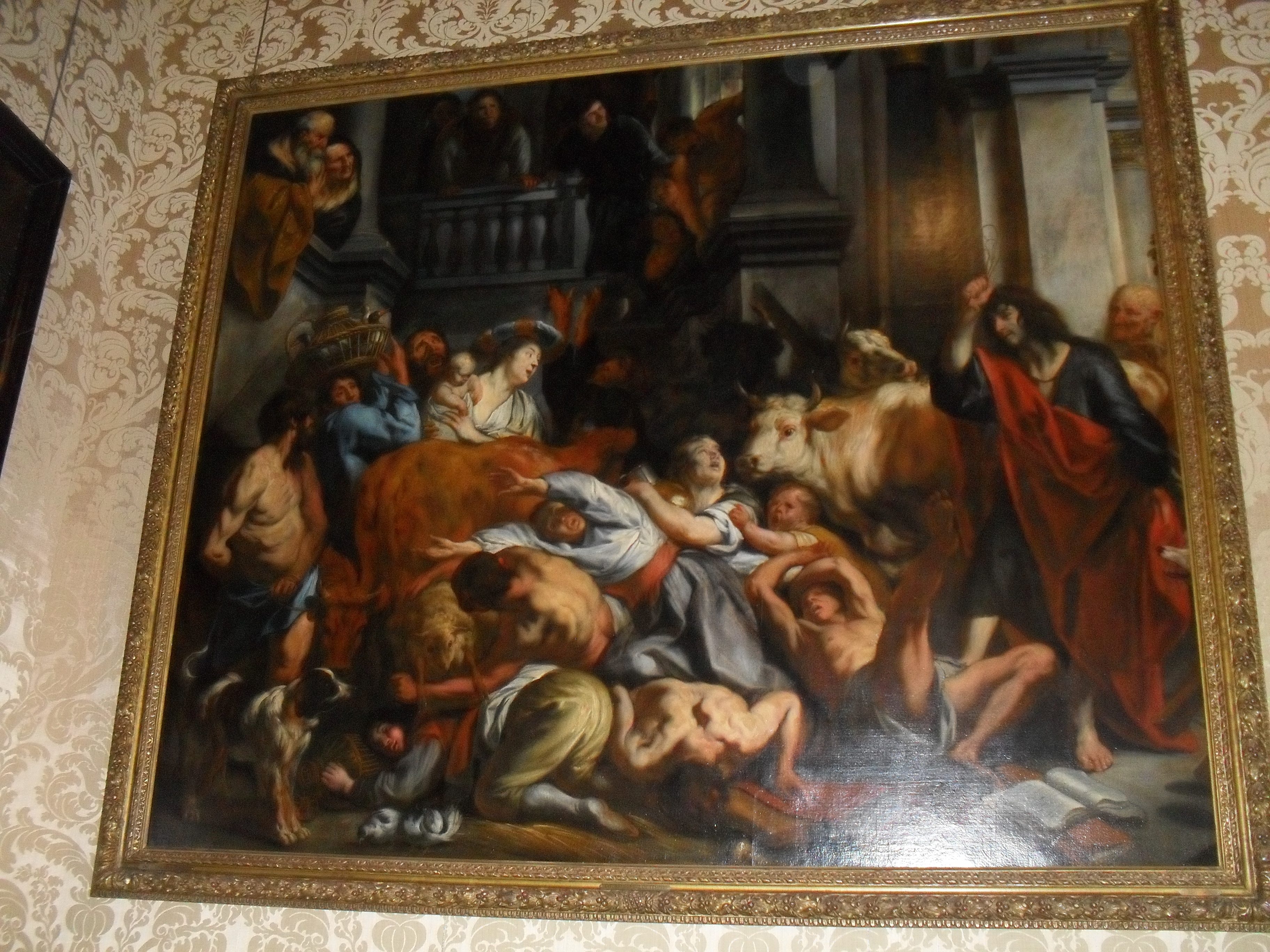
Христос изгоняет менял из храма (ок. 1650). Якоб Йорданс
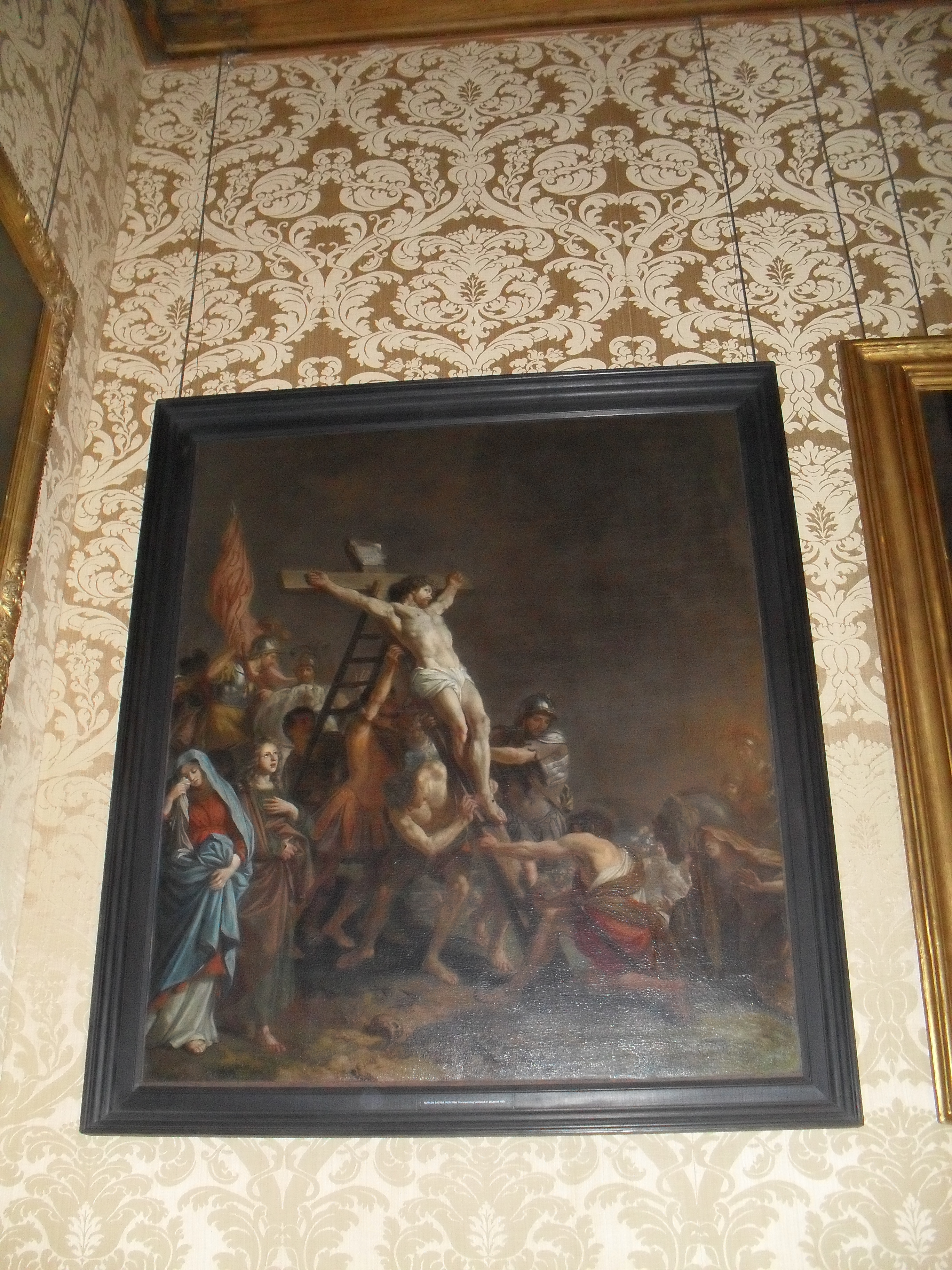
Воздвижение креста (1683). Адриен Бакер
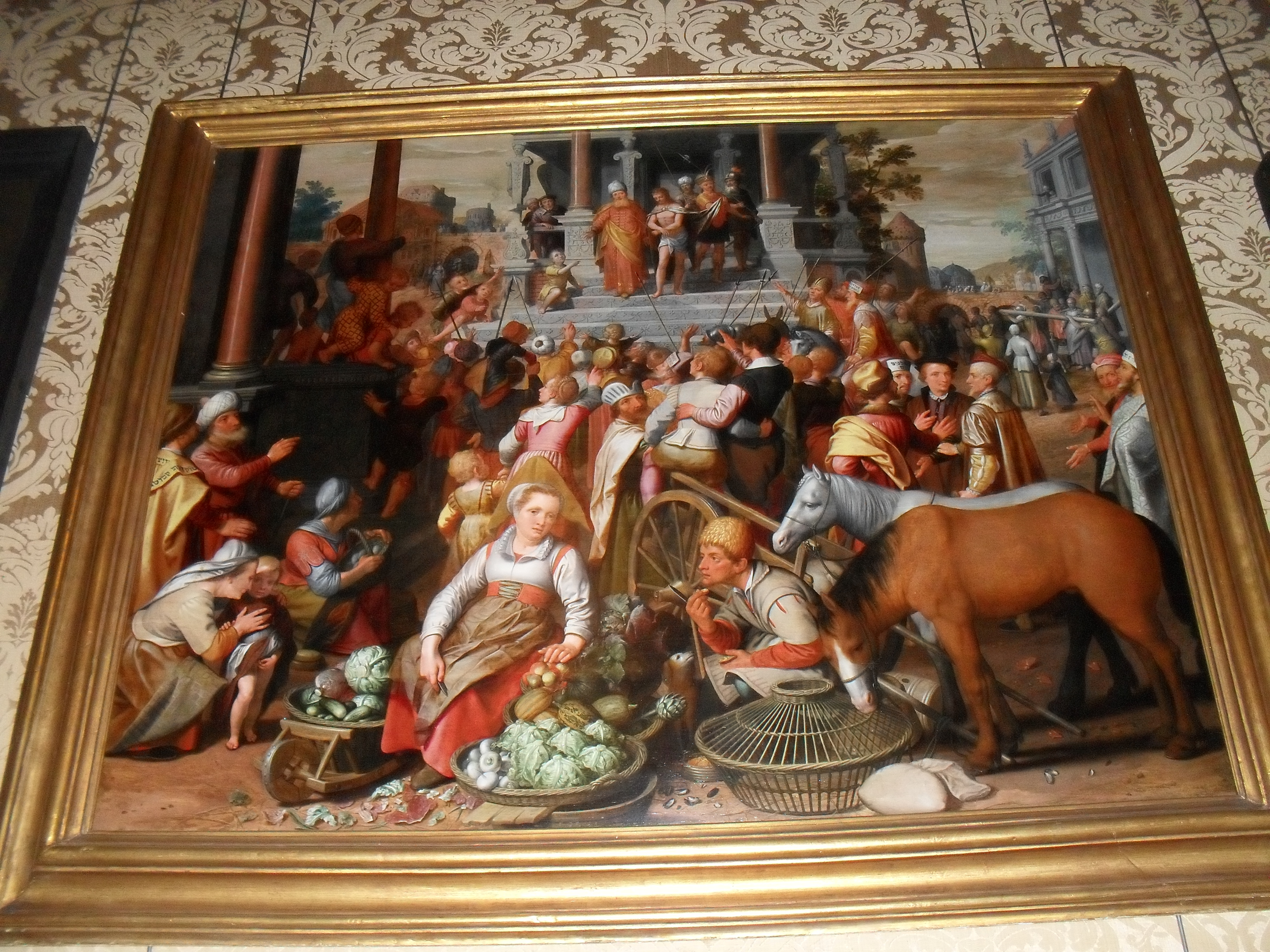
Служение Иоанна Крестителя (1606). Геррит Петерс Свеелинк
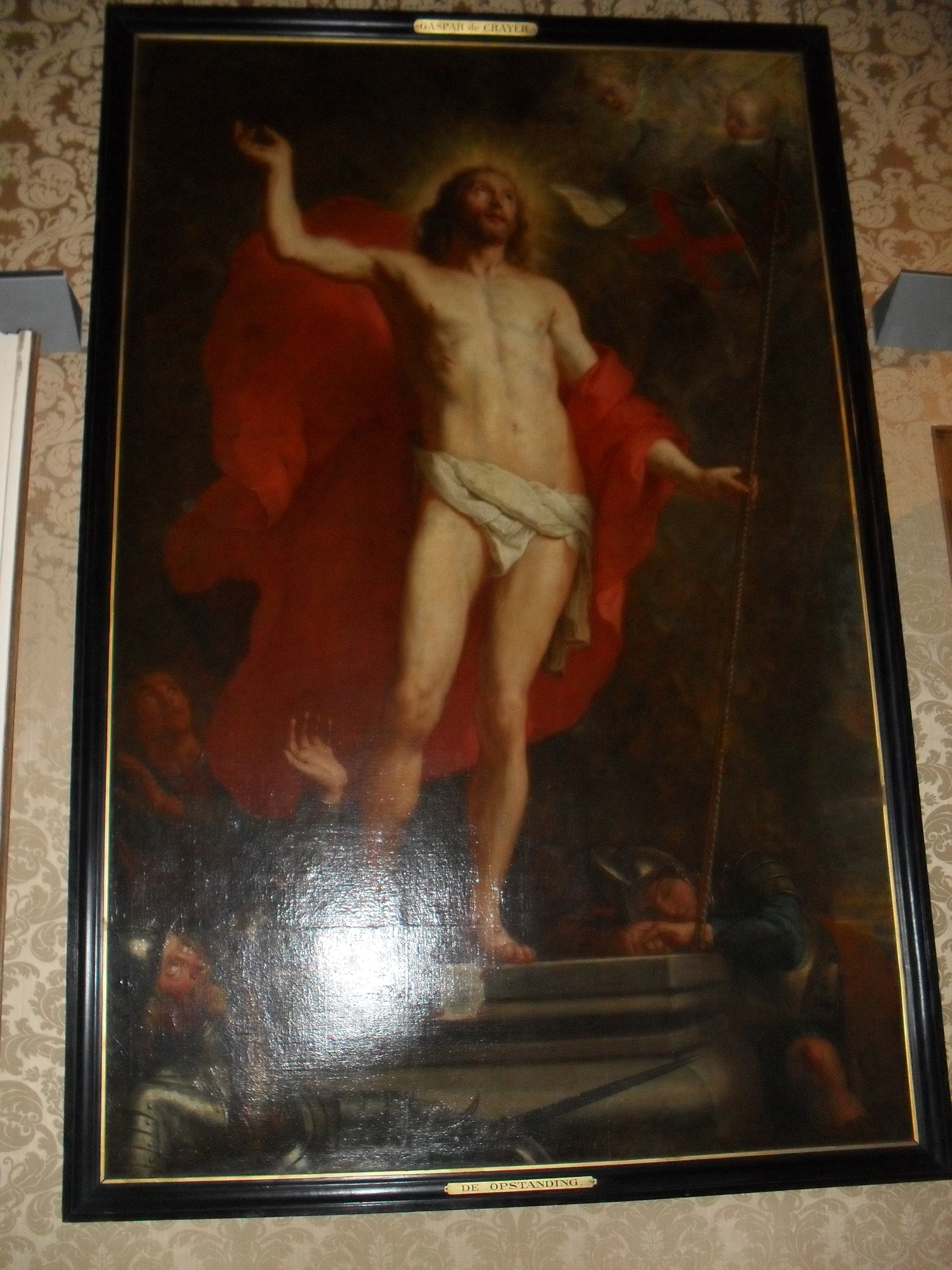
Воскресение Христа (ок. 1607-1669). Каспар де Крайер
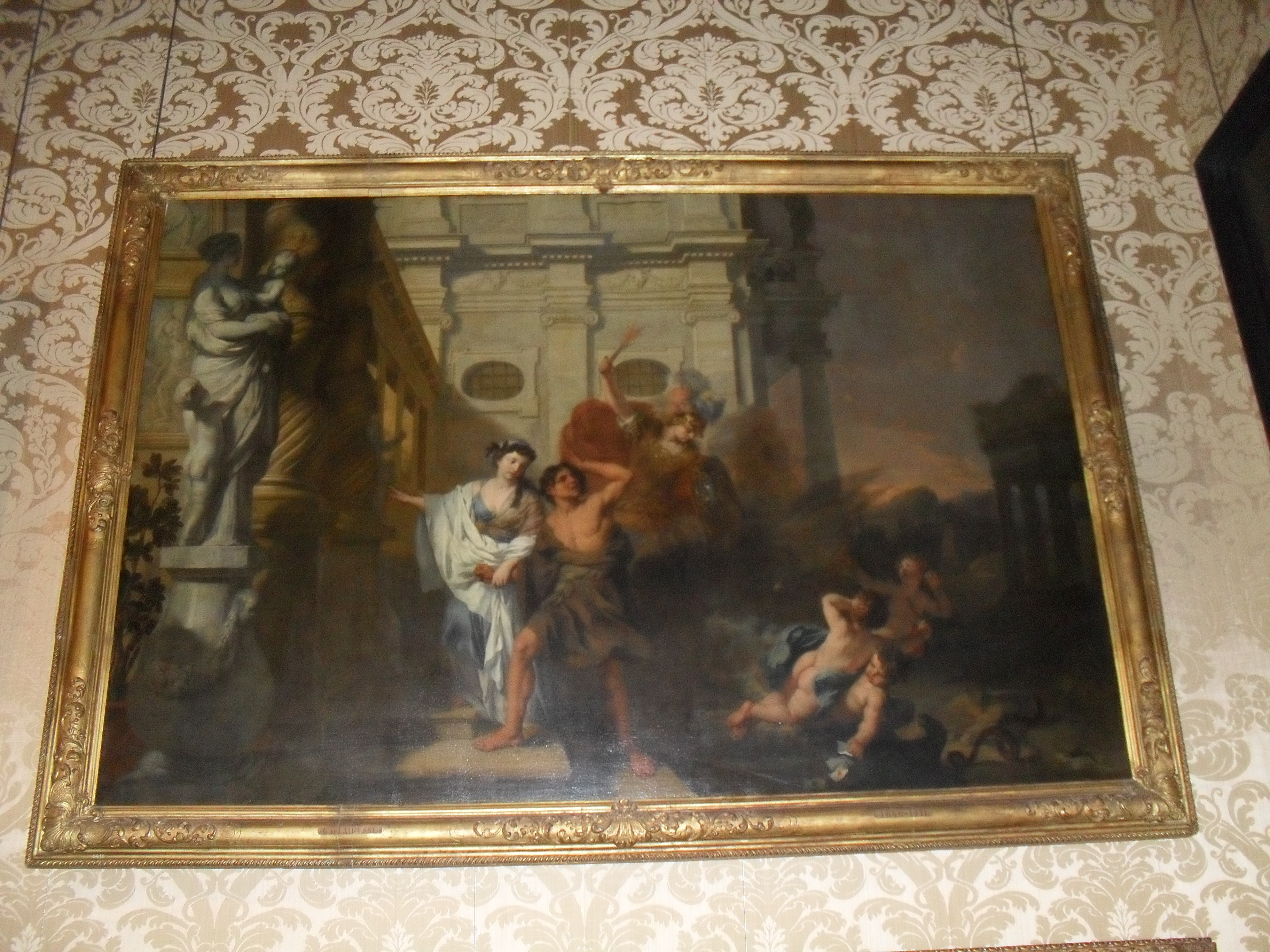
Моисей назначает семьдесят старейшин (1735). Якоб де Вит
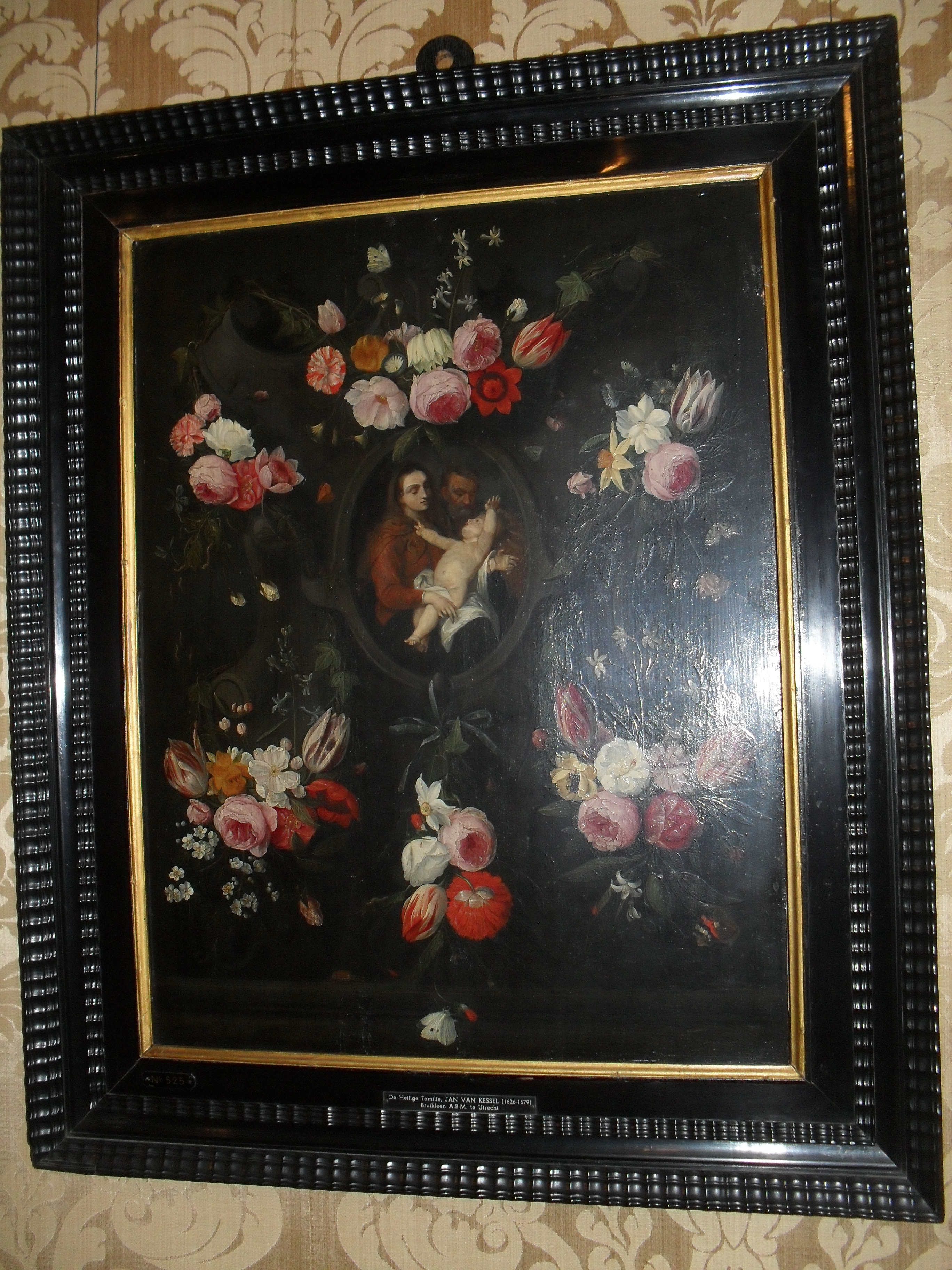
Святое семейство (ок. 1650). Ян ван Кессель
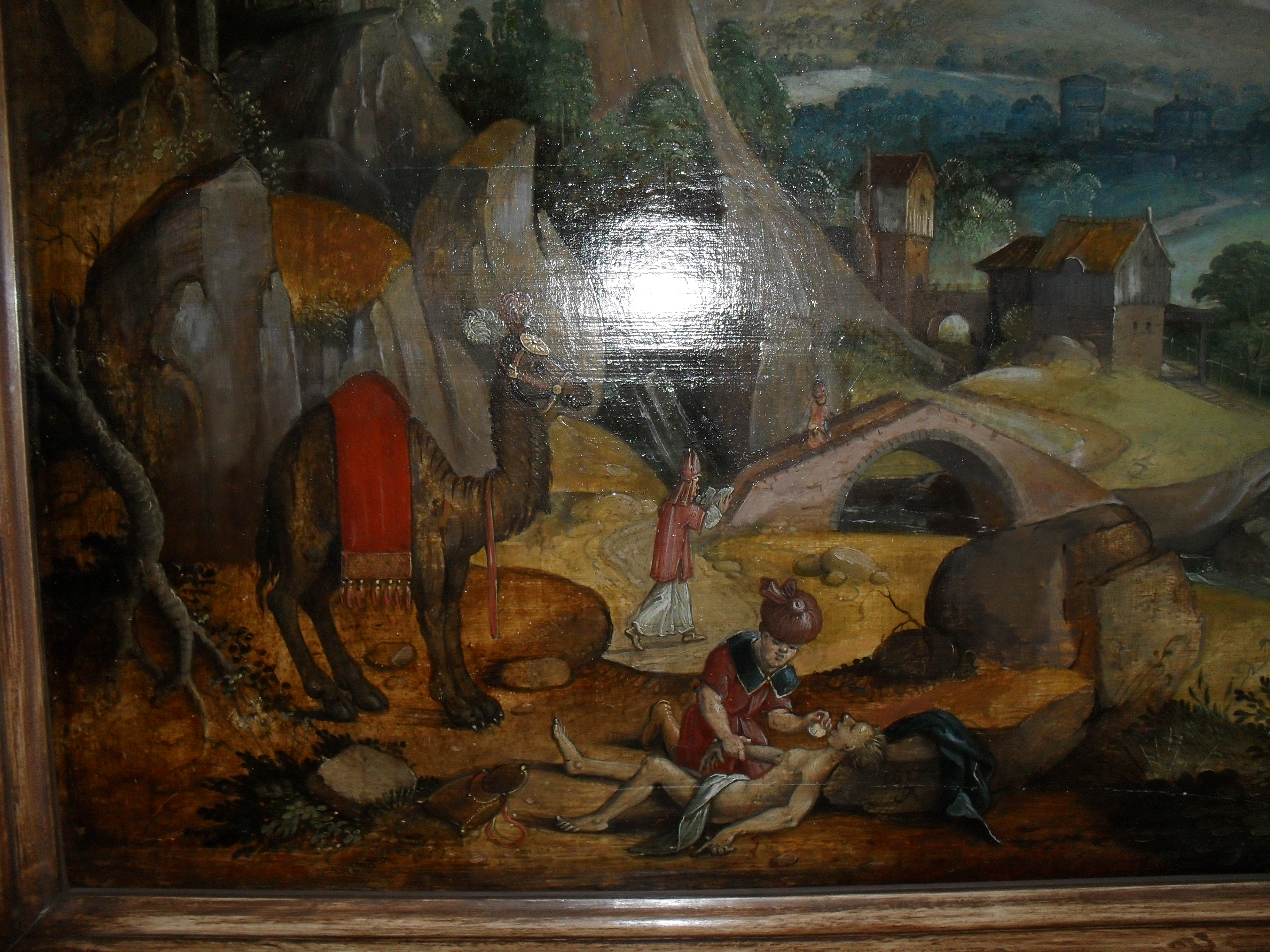
Речной пейзаж с милосердным самаритянином (1617). Ян ван Амстель